# Pareja perfecta
Pareja perfecta est une émission de télévision chilienne de téléréalité diffusée sur Canal 13 depuis le 26 août 2012.

## Déroulement des saisons

### Saison 1
La première saison a été diffusée du 26 août 2012 au 21 décembre 2012.
Elle a été remportée par María Paz Wagner et Pedro Astorga.
Équipe du programme
- Présentatrice : Karla Constant.
- Hôtes 
  - Pedro Rivadeneira
  - Lucila Vit
  - Renata Bravo
  - Francisco Saavedra
  - María Luisa Mayol "Malú"
  - Bebeto Espinoza "Chupeta"

## Participants
| Participant                       | Âge | Situation actuelle                        | Résultat précédent                 | Rester    |
| --------------------------------- | --- | ----------------------------------------- | ---------------------------------- | --------- |
| María Paz Wagner "Maripi"         | 28  | Gagnants de Pareja perfecta               |                                    | 117 jours |
| Pedro Astorga                     | 24  | Gagnants de Pareja perfecta               |                                    | 117 jours |
| Eugenia Lemos                     | 28  | 2.º Place de Pareja perfecta              |                                    | 117 jours |
| Rodrigo Valencia                  | 31  | 2.º Place de Pareja perfecta              |                                    | 117 jours |
| Paola Carnevali                   | 41  | Semifinalistes éliminé de Pareja perfecta |                                    | 117 jours |
| José Gutiérrez                    | 27  | Semifinalistes éliminé de Pareja perfecta |                                    | 117 jours |
| Angie Jibaja                      | 32  | Semifinalistes éliminé de Pareja perfecta |                                    | 117 jours |
| Sebastián Ramírez                 | 26  | Semifinalistes éliminé de Pareja perfecta | 5e éliminé En duelo de agilité     | 106 jours |
| Pilar Ruiz                        | 27  | 15e éliminé En duelo de agilité           |                                    | 115 jours |
| Rodrigo Wainraihgt                | 34  | 15e éliminé En duelo de agilité           |                                    | 115 jours |
| Stefano Ciaravino                 | 24  | 14e éliminée En duelo de agilité          |                                    | 110 jours |
| Yemery Herrera                    | 19  | Expulsée En brisant les règles            | 3e éliminée En duelo de habilité   | 66 jours  |
| José Luis Concha "Junior Playboy" | 29  | 13e éliminée En duelo de résistance       | 8e éliminée En duelo de résistance | 37 jours  |
| Michelle Carvalho                 | 19  | 12e éliminée En duelo de résistance       |                                    | 101 jours |
| Andrés Longton                    | 30  | Abandon par raisons personnelles          |                                    | 38 jours  |
| Wilma González                    | 28  | 11e éliminée En duelo de agilité          |                                    | 37 jours  |
| Cristián Menares                  | 30  | 10e éliminée En duelo de force            |                                    | 52 jours  |
| Estebán Moráis "Bam Bam"          | 32  | Abandon par raisons personnelles          |                                    | 80 jours  |
| Pamela Díaz                       | 31  | 9e éliminée En duelo de agilité           |                                    | 55 jours  |
| Cristhel Coopman                  | 28  | 7e éliminée En duelo de agilité           |                                    | 8 jours   |
| Katherine Bodis                   | 28  | Abandon par raisons personnelles          |                                    | 59 jours  |
| Daniel Neilson                    | 32  | 6e éliminée En duelo de force             |                                    | 54 jours  |
| Belén Hidalgo                     | 30  | 4e éliminée En duelo de agilité           |                                    | 39 jours  |
| Mariela Román                     | —   | Abandon par raisons personnelles          |                                    | 32 jours  |
| Fabrizio Vasconcellos             | 31  | Abandon par raisons personnelles          |                                    | 32 jours  |
| Uri Uri Pakomio                   | 25  | Expulsé En brisant les règles             |                                    | 29 jours  |
| Camila Vega                       | 24  | 2e éliminée En duelo de agilité           |                                    | 15 jours  |
| Fernando Carrillo                 | 45  | 1re éliminé En duelo de équilibre         |                                    | 9 jours   |

### Nouveau participants et / ou réadmis
- Sebastián Ramírez après avoir été retiré le jour 46, rentre jour 57.
- Yemery Herrera après qu'il a été retiré au jour 24, jour 65 rentre, succédant à  Katherine Bodis.
- Andrés Longton  Cristhel Coopman  José Luis Concha "Junior Playboy"  Wilma Gonzáles entrer le jour 57, les nouveaux participants.
- José Luis Concha "Junior Playboy" après avoir été enlevé le jour 72, jour 82 rentre, en remplacement de  Esteban Moráis "Bam Bam".
- Cristián Menares entre le jour 35, en remplacement de  Uri Uri Pakomio.
- Pamela Díaz entre le jour 24.

### A invité les participants
| Sem. | Participant            | Âge | Couple                            | Situation actuelle         | Rester   |
| ---- | ---------------------- | --- | --------------------------------- | -------------------------- | -------- |
| 7    | Dominique Gallego      | 22  | Stefano Ciaravino                 | Retrait de Pareja Perfecta | 4 jours  |
| 3    | Gabriel "Coca" Mendoza | 44  | Eugenia Lemos                     | Retrait de Pareja Perfecta | 6 jours  |
| 10   | Janis Pope             | 27  | Sebastián Ramírez                 | Retrait de Pareja perfecta | 7 jours  |
| 13   | Marcelo Marocchino     | 24  | Angie Jibaja                      | Retrait de Pareja perfecta | 9 jours  |
| 12   | Valentina Roth         | 21  | José Luis Concha "Junior Playboy" | Retrait de Pareja perfecta | 16 jours |
| 13   | Valentina Roth         | 21  | Rodrigo Wainraihgt                | Retrait de Pareja perfecta | 16 jours |